# 로뎀나무

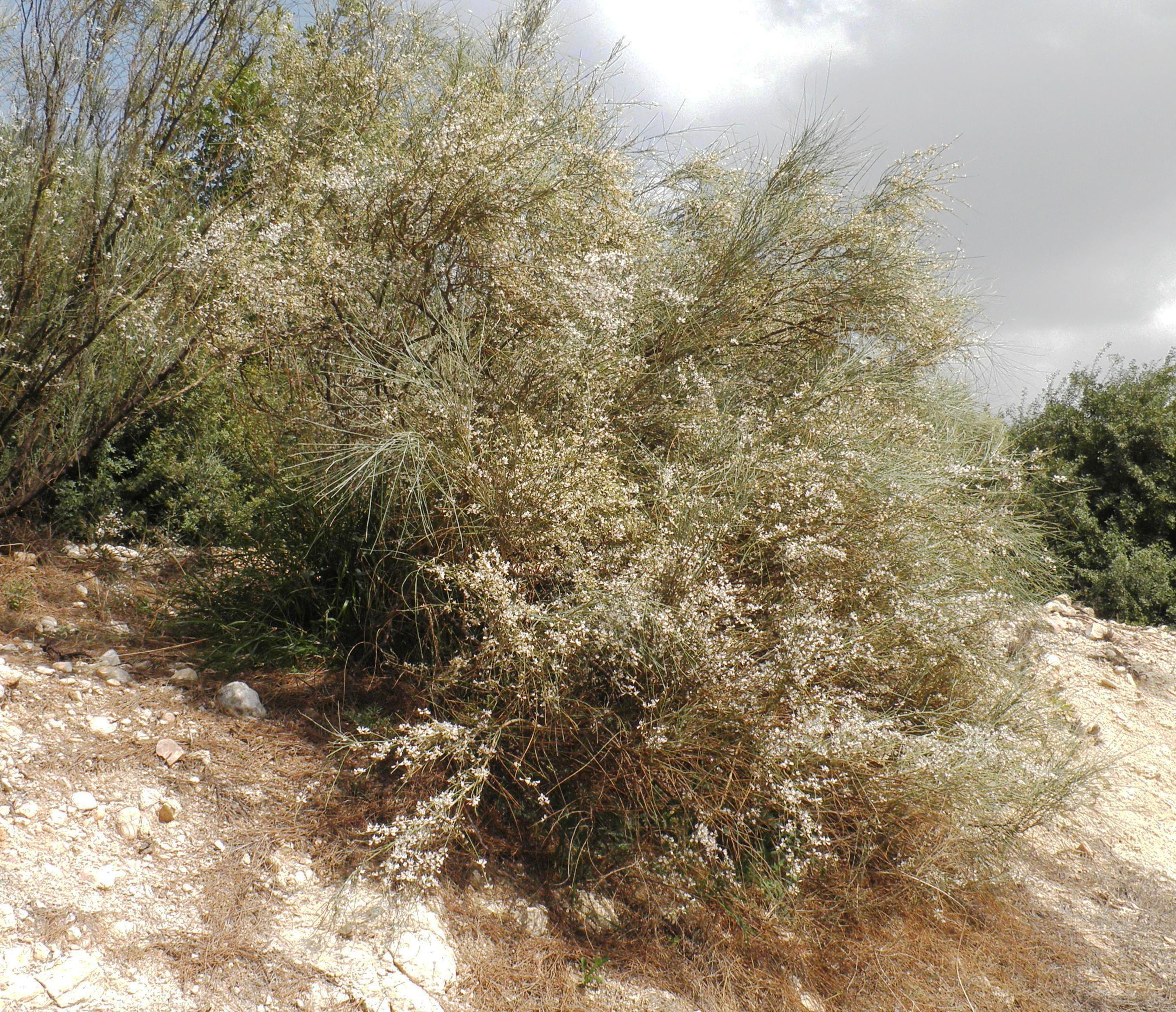

로뎀나무(Retama raetam, 리타마 라에탐)는 콩과에 속하는 현화 식물의 종으로, 서사하라부터 수단, 시칠리아, 이스라엘, 시나이반도, 팔레스타인 지역, 사우디아라비아까지 북아프리카가 원산지이며, 그 외 지역에 널리 귀화했다.

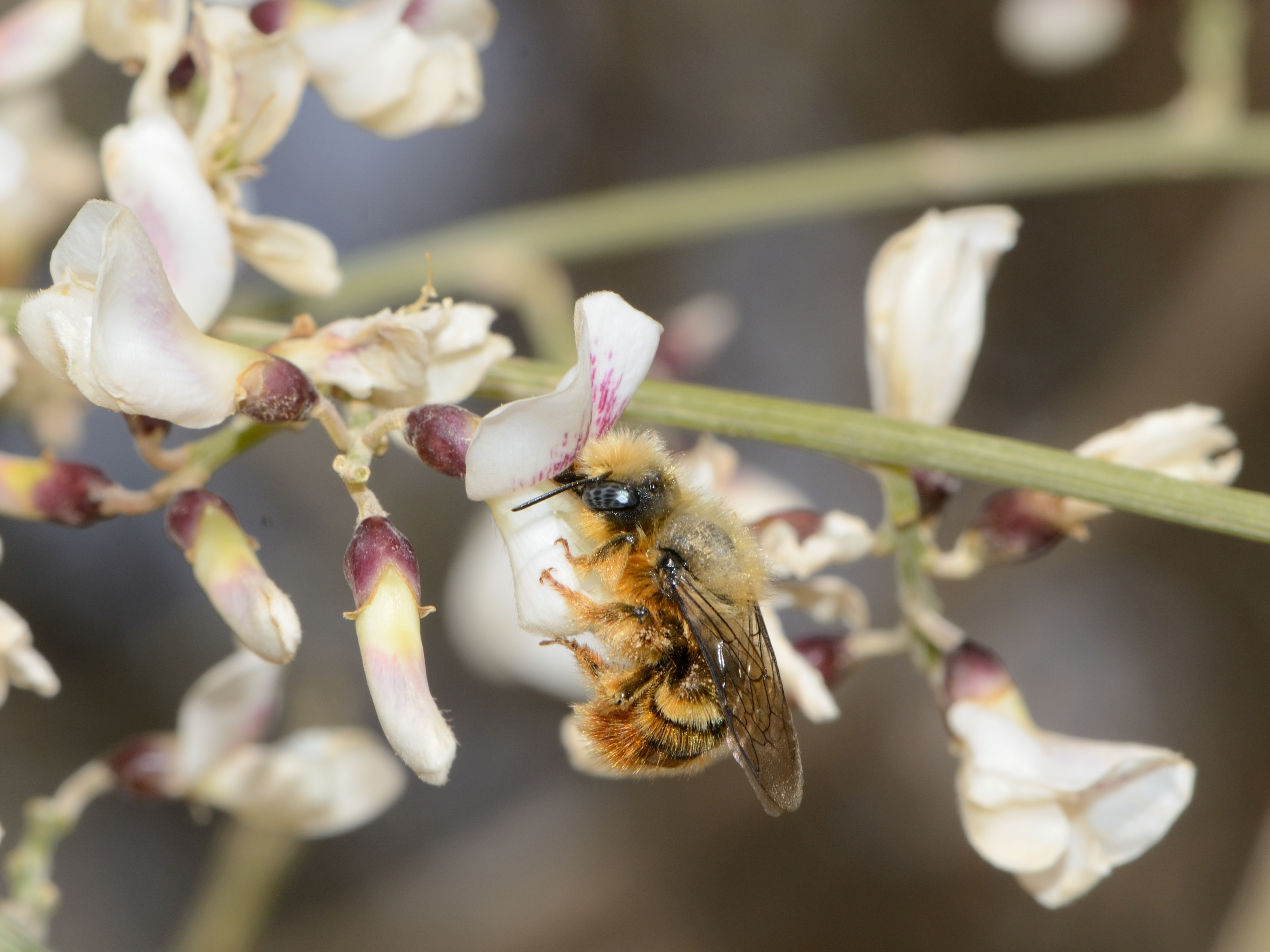
수분하는 벌

## 분류

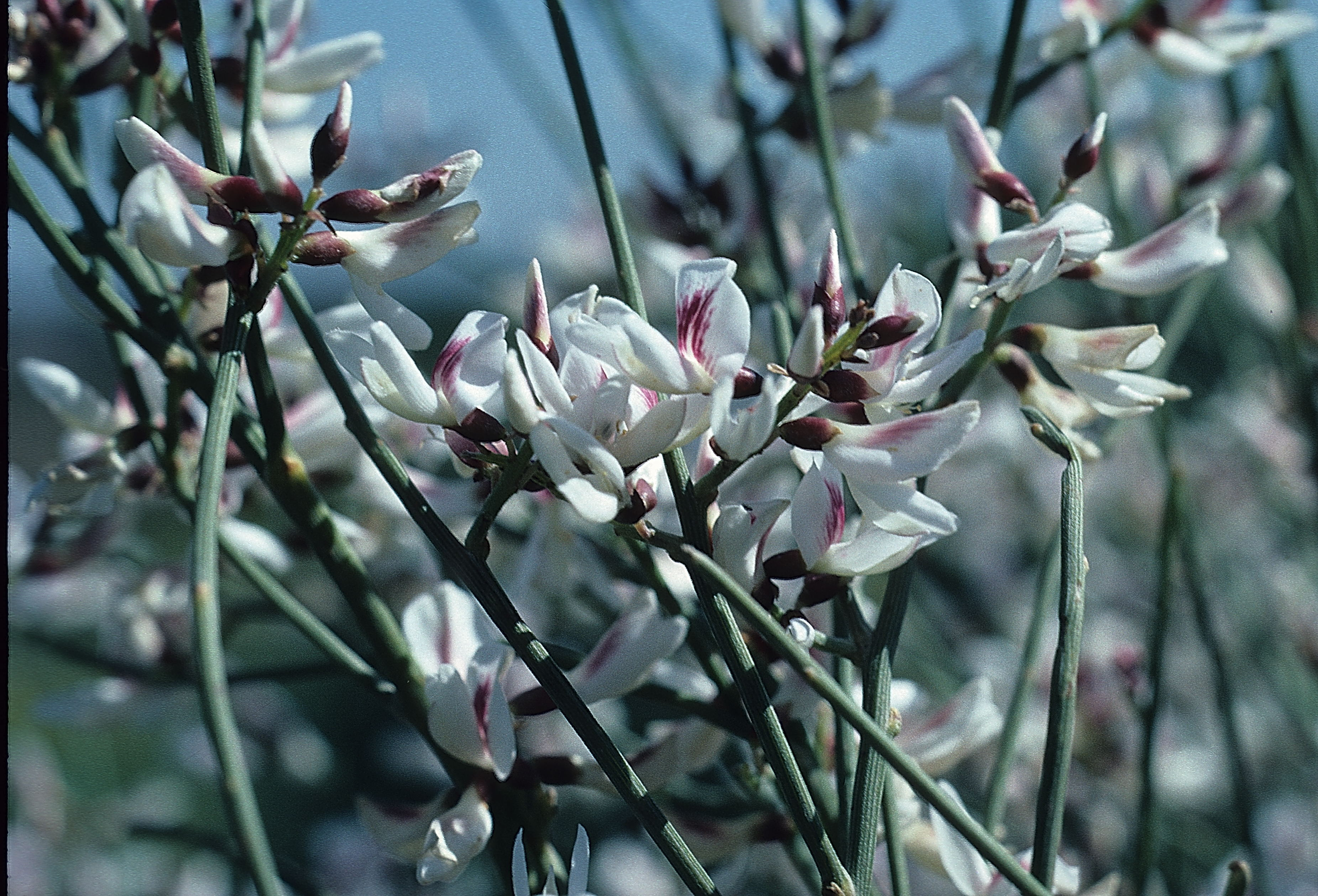
이스라엘의 하얀 로뎀의 개화

이 종은 1775년에 페테르 포르스칼이 Genista raetam으로 처음 기재했다. 종소명은 히브리어 성경에 나오는 히브리어 이름에서 유래했다. 로뎀나무는 열왕기와 욥기의 히브리어 성경에 언급된다. 히브리어 이름은 "로템"(Rotem)이고 번역된 영어 이름은 "브룸 트리"(Broom tree)이다. 이 종은 필립 바커-웹과 사빈 베르텔로에 의해 1842년으로 추정되는 간행물 일부에서 레타마속으로 이전되었다. 카나리아 제도에 분포하는 종은 현재 "R. raetam"이 아닌 "Retama rhodorhizoides"로 간주된다. 하지만 카나리아 제도 식물에 "R. raetam"이라는 이름이 사용되기도 했다.